# Stole the Show
"Stole the Show" is een single uit 2015 van de Noorse DJ en muziekproducent Kygo samen met Parson James. Het nummer is geschreven door Kygo, Kyle Kelso, Michael Harwood, Marli Harwood en Ashton Parson. Het werd een enorme hit in tientallen landen en werd ook een commerciële succes na het nummer "Firestone". Eveneens heeft Parson James in datzelfde jaar een bewerking van hetzelfde nummer uitgebracht als single. In 2015 stond het nummer op de derde plek in de Dance 15 van The X Vibe, een jaarlijkse hitlijst met de populairste dancenummers van het jaar.

## Tracklijst
| Nr. | Titel                             | Duur |
| --- | --------------------------------- | ---- |
| 1.  | Stole the Show (met Parson James) | 3:43 |

| Nr. | Titel                             | Duur |
| --- | --------------------------------- | ---- |
| 1.  | Stole the Show (met Parson James) | 3:43 |
| 2.  | ID (Ultra Music Festival Anthem)  | 4:51 |

## Hitnoteringen

### Nederlandse Top 40
| Hitnotering: 04-04-2015 t/m 10-10-2015 | Hitnotering: 04-04-2015 t/m 10-10-2015 | Hitnotering: 04-04-2015 t/m 10-10-2015 | Hitnotering: 04-04-2015 t/m 10-10-2015 | Hitnotering: 04-04-2015 t/m 10-10-2015 | Hitnotering: 04-04-2015 t/m 10-10-2015 | Hitnotering: 04-04-2015 t/m 10-10-2015 | Hitnotering: 04-04-2015 t/m 10-10-2015 | Hitnotering: 04-04-2015 t/m 10-10-2015 | Hitnotering: 04-04-2015 t/m 10-10-2015 | Hitnotering: 04-04-2015 t/m 10-10-2015 | Hitnotering: 04-04-2015 t/m 10-10-2015 | Hitnotering: 04-04-2015 t/m 10-10-2015 | Hitnotering: 04-04-2015 t/m 10-10-2015 | Hitnotering: 04-04-2015 t/m 10-10-2015 | Hitnotering: 04-04-2015 t/m 10-10-2015 |
| Week:                                  | 1                                      | 2                                      | 3                                      | 4                                      | 5                                      | 6                                      | 7                                      | 8                                      | 9                                      | 10                                     | 11                                     | 12                                     | 13                                     | 14                                     | 15                                     |
| -------------------------------------- | -------------------------------------- | -------------------------------------- | -------------------------------------- | -------------------------------------- | -------------------------------------- | -------------------------------------- | -------------------------------------- | -------------------------------------- | -------------------------------------- | -------------------------------------- | -------------------------------------- | -------------------------------------- | -------------------------------------- | -------------------------------------- | -------------------------------------- |
| Positie:                               | 34                                     | 26                                     | 13                                     | 11                                     | 6                                      | 5                                      | 5                                      | 4                                      | 4                                      | 3                                      | 3                                      | 4                                      | 4                                      | 4                                      | 4                                      |
| Week:                                  | 16                                     | 17                                     | 18                                     | 19                                     | 20                                     | 21                                     | 22                                     | 23                                     | 24                                     | 25                                     | 26                                     | 27                                     | 28                                     |                                        |                                        |
| Positie:                               | 5                                      | 5                                      | 5                                      | 7                                      | 8                                      | 9                                      | 12                                     | 13                                     | 16                                     | 19                                     | 25                                     | 26                                     | 32                                     | uit                                    |                                        |

### NederlandseSingle Top 100
| Positie: | 19 | 10 | 10 | 6  | 4  | 4  | 5  | 4  | 4  | 3  | 3  | 4  | 5  | 6  | 6  | 6   | 5  | 5  | 6   | 9  |
| Week:    | 21 | 22 | 23 | 24 | 25 | 26 | 27 | 28 | 29 | 30 | 31 | 32 | 33 | 34 | 35 | 36  | 37 | 38 | 39  | 40 |
| Positie: | 9  | 9  | 11 | 13 | 14 | 18 | 20 | 28 | 28 | 32 | 37 | 40 | 47 | 46 | 64 | 69  | 66 | 64 | 72  | 75 |
| Week:    | 41 | 42 | 43 | 44 | 45 | 46 | 47 | 48 | 49 | 50 | 51 | 52 | 53 | 54 | 55 |     | 56 | 57 |     |    |
| Positie: | 69 | 48 | 57 | 63 | 68 | 75 | 79 | 85 | 89 | 88 | 91 | 95 | 91 | 87 | 95 | uit | 89 | 85 | uit |    |

### 3FM Mega Top 50
| Hitnotering: 28-03-2015 t/m 31-10-2015 | Hitnotering: 28-03-2015 t/m 31-10-2015 | Hitnotering: 28-03-2015 t/m 31-10-2015 | Hitnotering: 28-03-2015 t/m 31-10-2015 | Hitnotering: 28-03-2015 t/m 31-10-2015 | Hitnotering: 28-03-2015 t/m 31-10-2015 | Hitnotering: 28-03-2015 t/m 31-10-2015 | Hitnotering: 28-03-2015 t/m 31-10-2015 | Hitnotering: 28-03-2015 t/m 31-10-2015 | Hitnotering: 28-03-2015 t/m 31-10-2015 | Hitnotering: 28-03-2015 t/m 31-10-2015 | Hitnotering: 28-03-2015 t/m 31-10-2015 | Hitnotering: 28-03-2015 t/m 31-10-2015 | Hitnotering: 28-03-2015 t/m 31-10-2015 | Hitnotering: 28-03-2015 t/m 31-10-2015 | Hitnotering: 28-03-2015 t/m 31-10-2015 | Hitnotering: 28-03-2015 t/m 31-10-2015 | Hitnotering: 28-03-2015 t/m 31-10-2015 |
| Week:                                  | 1                                      | 2                                      | 3                                      | 4                                      | 5                                      | 6                                      | 7                                      | 8                                      | 9                                      | 10                                     | 11                                     | 12                                     | 13                                     | 14                                     | 15                                     | 16                                     | 17                                     |
| -------------------------------------- | -------------------------------------- | -------------------------------------- | -------------------------------------- | -------------------------------------- | -------------------------------------- | -------------------------------------- | -------------------------------------- | -------------------------------------- | -------------------------------------- | -------------------------------------- | -------------------------------------- | -------------------------------------- | -------------------------------------- | -------------------------------------- | -------------------------------------- | -------------------------------------- | -------------------------------------- |
| Positie:                               | 50                                     | 23                                     | 19                                     | 12                                     | 5                                      | 4                                      | 4                                      | 4                                      | 4                                      | 3                                      | 3                                      | 3                                      | 5                                      | 6                                      | 5                                      | 5                                      | 5                                      |
| Week:                                  | 18                                     | 19                                     | 20                                     | 21                                     | 22                                     | 23                                     | 24                                     | 25                                     | 26                                     | 27                                     | 28                                     | 29                                     | 30                                     | 31                                     | 32                                     |                                        |                                        |
| Positie:                               | 6                                      | 4                                      | 6                                      | 5                                      | 4                                      | 8                                      | 12                                     | 18                                     | 20                                     | 32                                     | 32                                     | 33                                     | 36                                     | 42                                     | 46                                     | uit                                    |                                        |

### VlaamseUltratop 50
| Hitnotering: 25-04-2015 t/m 26-09-2015 | Hitnotering: 25-04-2015 t/m 26-09-2015 | Hitnotering: 25-04-2015 t/m 26-09-2015 | Hitnotering: 25-04-2015 t/m 26-09-2015 | Hitnotering: 25-04-2015 t/m 26-09-2015 | Hitnotering: 25-04-2015 t/m 26-09-2015 | Hitnotering: 25-04-2015 t/m 26-09-2015 | Hitnotering: 25-04-2015 t/m 26-09-2015 | Hitnotering: 25-04-2015 t/m 26-09-2015 | Hitnotering: 25-04-2015 t/m 26-09-2015 | Hitnotering: 25-04-2015 t/m 26-09-2015 | Hitnotering: 25-04-2015 t/m 26-09-2015 | Hitnotering: 25-04-2015 t/m 26-09-2015 | Hitnotering: 25-04-2015 t/m 26-09-2015 | Hitnotering: 25-04-2015 t/m 26-09-2015 | Hitnotering: 25-04-2015 t/m 26-09-2015 | Hitnotering: 25-04-2015 t/m 26-09-2015 | Hitnotering: 25-04-2015 t/m 26-09-2015 | Hitnotering: 25-04-2015 t/m 26-09-2015 | Hitnotering: 25-04-2015 t/m 26-09-2015 | Hitnotering: 25-04-2015 t/m 26-09-2015 | Hitnotering: 25-04-2015 t/m 26-09-2015 | Hitnotering: 25-04-2015 t/m 26-09-2015 | Hitnotering: 25-04-2015 t/m 26-09-2015 | Hitnotering: 25-04-2015 t/m 26-09-2015 |
| Week:                                  | 1                                      | 2                                      | 3                                      | 4                                      | 5                                      | 6                                      | 7                                      | 8                                      | 9                                      | 10                                     | 11                                     | 12                                     | 13                                     | 14                                     | 15                                     | 16                                     | 17                                     | 18                                     | 19                                     | 20                                     | 21                                     | 22                                     | 23                                     |                                        |
| -------------------------------------- | -------------------------------------- | -------------------------------------- | -------------------------------------- | -------------------------------------- | -------------------------------------- | -------------------------------------- | -------------------------------------- | -------------------------------------- | -------------------------------------- | -------------------------------------- | -------------------------------------- | -------------------------------------- | -------------------------------------- | -------------------------------------- | -------------------------------------- | -------------------------------------- | -------------------------------------- | -------------------------------------- | -------------------------------------- | -------------------------------------- | -------------------------------------- | -------------------------------------- | -------------------------------------- | -------------------------------------- |
| Positie:                               | 27                                     | 12                                     | 15                                     | 13                                     | 9                                      | 13                                     | 12                                     | 8                                      | 10                                     | 7                                      | 7                                      | 9                                      | 15                                     | 16                                     | 26                                     | 26                                     | 24                                     | 32                                     | 30                                     | 37                                     | 38                                     | 43                                     | 50                                     | uit                                    |